# Akelei-uil
De akelei-uil (Lamprotes c-aureum) is een nachtvlinder uit de familie van de uilen, de Noctuidae.

## Beschrijving
De voorvleugellengte bedraagt tussen de 14 en 16 millimeter. De vlinder heeft een donkerbruine grondkleur, met paarsachtige gloed. Op de voorvleugel bevindt zich een opvallende goudkleurige C, en aan de binnenrand en achterrand van de voorvleugel twee opvallende goudkleurige velden. De achtervleugel is grijswit.

## Waardplanten
De akelei-uil heeft poelruit, akeleiruit en akelei als waardplanten. De eitjes worden in kleine groepjes op de onderkant van het blad van de waardplant afgezet. De soort overwintert als rups, die van augustus tot het volgende jaar juni te vinden is. De verpopping vindt plaats in een spinsel tussen bladeren van de waardplant, en heel soms op de bodem.

## Voorkomen
De soort komt lokaal voor verspreid van Zuid-Scandinavië tot aan het zuiden van de Alpen en van West-Europa tot in het westen van Siberië. In de berggebieden van zuidelijk Europa wordt de soort tot op 1200 meter boven zeeniveau waargenomen.

### In Nederland en België
De akelei-uil is in Nederland en België een zeer zeldzame soort. Uit de Biesbosch komen de meeste waarnemingen. De vlinder kent één generatie die vliegt van juni tot in september.